# John Love

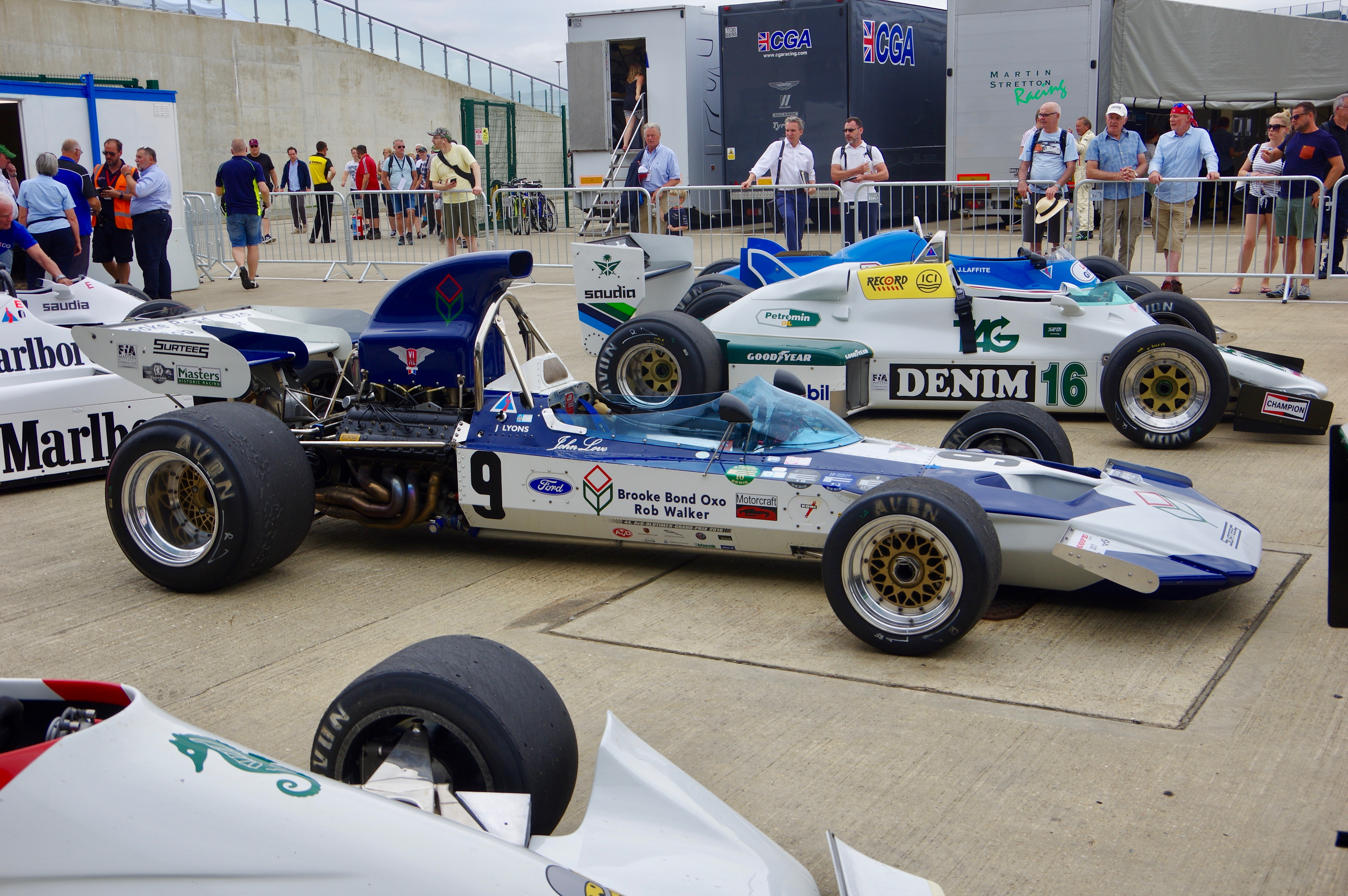

John Love, född 7 december 1924 i Bulawayo i dåvarande Sydrhodesia, död 25 april 2005 i Bulawayo, var en zimbabwisk racerförare.

## Racingkarriär
Love tävlade framgångsrikt i roadracing under slutet av 1940-talet och början av 1950-talet. Därefter bytte han till sportvagnsracing och körde då bland annat en privat Jaguar D-type och Porsche 550 Spyder och vann Angolas GP 1960 och 1961. Han var även i Europa 1960 och provade på att tävla i formel 2 i en Lola och året efter var han tillbaka och körde Formel Junior tillsammans med sydafrikanen Tony Maggs för Ken Tyrrell. Love fick även köra Tyrrells Mini Cooper i BTCC och vann där mästerskapet 1962.
Love kraschade senare under Formel Junior-lopp i Albi och bröt armen så svårt att han fick begränsad rörlighet i den efteråt. Han återvände då till Afrika och ägnade sig i stället åt sin bilverkstad. Han startade dock i lokala tävlingar och vann bland annat det sydafrikanska mästerskapet sex gånger. 
Love hade länge hoppats att få köra i formel 1 och det fick han också göra vid 38 års ålder. Han var nära att bli den förste afrikanske grand prix-vinnaren då han kom tvåa i Sydafrika 1967 i en Cooper-Climax, som för övrigt tidigare körts av Bruce McLaren. Love var i ledningen i loppet, men tappade den då han tvingades göra ett extra depåstopp på grund av ett bränslepumpsproblem och slutade i stället tvåa, 20 sekunder efter vinnaren. Han deltog i sammanlagt tio formel 1-grand prix, varav nio gånger i Sydafrikas Grand Prix. Det sista körde han 1972.

## F1-karriär
| Säsong | Stall/Tillverkare            | Poäng | Placering |
| ------ | ---------------------------- | ----- | --------- |
| 1962   | John Love (Cooper-Climax)    | 0     | –         |
| 1963   | John Love (Cooper-Climax)    | 0     | –         |
| 1964   | Cooper-Climax                | 0     | –         |
| 1965   | John Love (Cooper-Climax)    | 0     | –         |
| 1967   | John Love (Cooper-Climax)    | 6     | 11        |
| 1968   | Team Gunston (Brabham-Repco) | 0     | –         |
| 1969   | Team Gunston (Lotus-Ford)    | 0     | –         |
| 1970   | Team Gunston (Lotus-Ford)    | 0     | –         |
| 1971   | Team Gunston (March-Ford)    | 0     | –         |
| 1972   | Team Gunston (Surtees-Ford)  | 0     | –         |